# 石惡
石惡（？—？），即石悼子，石氏，東周春秋时期卫国的政治人物。
前554年（鲁襄公十九年、卫殇公五年），石共子去世，石惡不悲哀。孔成子说：“这是拔除根本，一定不能保有他的宗族。” 
前546年（鲁襄公二十七年、卫献公后元年）夏季，公孙免馀再次攻打甯氏，杀死了甯喜和右宰穀，陈尸在朝。石恶将到宋国参加结盟，受命而出，给甯喜和右宰穀的尸首穿上衣服，头枕在尸体的大腿上为他们号哭，想要入殓后自己逃亡，又怕不能免祸，说：“接受使命。”于是就动身去了宋国。会见晋国赵武、楚国屈建、宋国向戌、蔡国公孙归生、陈国孔奂、郑国良霄、许国使者、曹国使者，结成弭兵之会。
前545年（鲁襄公二十八年、卫献公后二年）夏，卫国讨伐甯氏的亲族，所以石恶逃亡到晋国。卫国立了他的侄儿石圃，以保存石氏的祭祀。